# امیلی هندرسون
امیلی هندرسون (انگلیسی: Emily Henderson؛ زادهٔ ۱۲ مارس ۱۹۹۷) بازیکن فوتبال است.
وی همچنین در تیم ملی فوتبال Australia U17 بازی کرده‌است.